# Murakami Kijō
Murakami Kijō est un nom japonais traditionnel ; le nom de famille (ou le nom d'école) précède donc le prénom (ou le nom d'artiste).
Murakami Kijō (村上 鬼城, de son vrai nom Murakami Shōtarō (村上 荘太郎)), né le 10 juin 1865 à Edo (aujourd'hui Tokyo) et mort le 17 septembre 1938, est un poète japonais. 

## Biographie
Murakami perd l'ouie enfant et ne peut donc pas envisager de carrière dans le service militaire ou civil. À partir de 1873 il vit avec sa famille à Takasaki. C'est là qu'il commence à écrire de la poésie et devient l'élève de Masaoka Shiki et Kyoshi Takahama. Il se joint au groupe formé autour de Masaoka et travaille pour son magazine de haiku Hototogisu. En 1917, il publie le recueil de haiku Kijō kushū. Deux recueils de poésie paraissent à titre posthume, Teihon Kijō kushū (1940) et Kijō haiku hairon-shū (1947).

## Sources
- Murakami Kijō. In: Louis Frédéric: Japan Encyclopedia. Harvard University Press, 2002,  (ISBN 0-674-01753-6), p. 667.
- haiku society - Murakami Kijo (1865-1938)
- Japanese Poets - Kijo Murakami

## Source de la traduction
- (de) Cet article est partiellement ou en totalité issu de l’article de Wikipédia en allemand intitulé « Murakami Kijō » (voir la liste des auteurs).
- Notices d'autorité :   - VIAF
  - ISNI
  - LCCN
  - Japon
  - CiNii
  - Israël
  - WorldCat